# بلفاست تيليغراف
بلفاست نيليغراف (بالإنجليزية: {Belfast Telegraph)‏ هي صحيفة يومية تصدر في بلفاست عاصمة أيرلندا الشمالية من قبل News & Media. على الرغم من تقاليدها الوحداوية بين جزيرة أيرلندا والمملكة المتحدة، فإن الصحيفة لديها اليوم عدد كبير من القراء بين البروتستانت والكاثوليك.